# ФК «Вікторія» (Жижков) у сезоні 1916
ФК «Вікторія» (Жижков) у сезоні 1916 — сезон чехословацького футбольного клубу «Вікторія» (Жижков).

## Історія
Чемпіонат Чехії (Богемії) не проводився. В кубку милосердя команда втретє в своїй історії стала переможцем.

## Кубок милосердя
1/4 фіналу
- 29.04. Вікторія - Вршовіце- 7:2[1]

1/2 фіналу
- 14.05. «Вікторія» (Жижков) — «Кладно — 2:1

Фінал
| 28.5.1916 |

| «Вікторія» (Жижков)                             | 3 — 0 | «Спарта» (Прага) |
| ----------------------------------------------- | ----- | ---------------- |
| Баух 64' Копейтко-Прокоп 74' Стейнер 87' (пен.) | звіт  |                  |

|  |

«Вікторія»: Клапка, Пулда, Стейнер, Плодр, Влк, Градецький, Гавлік, Вацлав Льомоз, Баух, Копейтко, Бек

## Товариські матчі
- 8.04. Вікторія - Радліце - 7:0[2]
- 15.04. Вікторія - Спарта - 2:2[3]
- 16.07. Вікторія - Вршовіце - 1:0
- вересень. Вікторія - Радліце - 6:0
- 1.10. Спарта - Уніон - 4:0